# Маканин, Геннадий Семёнович
Геннадий Семёнович Маканин (1938—2017) — российский математик, доктор физико-математических наук, старший научный сотрудник.

## Биография
Окончил МГУ и аспирантуру. В 1967 г. защитил кандидатскую диссертацию на тему «К проблеме тождества в конечно-определённых группах и полугруппах».
Работал в Математическом институте им. В. А. Стеклова АН СССР (РАН) (с 2013 г. — как внештатный сотрудник).
Брат — писателя Владимир Маканин (1937—2017).

## Научная деятельность
Сфера научных интересов — комбинаторная теория групп, алгоритмические вопросы теории полугрупп. В своей докторской диссертации (Проблема разрешимости уравнений в свободной полугруппе : диссертация … доктора физико-математических наук : 01.01.06 / Маканин Г. С. — Москва, 1977. — 178 с.) предложил новый алгоритм для распознавания наличия решений словарных уравнений (алгоритм Маканина) (G. S. Makanin, The problem of solvability of equations in a free semigroup, Mat. Sb., 1977).
В 1982 году получил полное решение проблемы распознавания разрешимости уравнений в свободной группе. Он доказал, что если данное уравнение с длиной записи d имеет решение в свободной группе, то длина каждой компоненты минимального (по максимальной длине компоненты) решения не превосходит числа Φ(d), где Φ(x) — некоторая рекурсивная функция. Вскоре после этого ему удалось тем же путём доказать разрешимость экзистенциональной (универсальной) и позитивной теорий любой свободной группы (Чебышевский сборник, том 13, выпуск 1 (2012).
Соавтор диаграмм Маканина — Разборова для гиперболических групп (Makanin-Razborov Diagrams for Hyperbolic Groups).

### Сочинения
- Уравнения в свободной группе. // Известия АН СССР. Серия математика. 1982. Том 46. 6. С. 1199—1273.
- Универсальная теория и позитивная теория свободной группы. // Известия АН СССР. Серия математика. 1984. Том 48. 4. С. 735—749.

## Награды и звания
- Премия имени И. М. Виноградова (2010) — за цикл работ «Проблема распознавания разрешимости уравнений в свободных группах и полугруппах».